# 吳達禮
吳達禮（穆麟德轉寫：udari），滿洲正紅旗人，清景祖覺昌安三兄索长阿之曾孫。

## 生平
吳達禮於康熙十九年（1680年）隨征雲南，因平定吳三桂有功，被封扥沙喇哈番。康熙三十五年（1696年）參與平定噶爾丹，再加封喇布拉哈番。康熙六十一年（1722年）出任首位巡視台灣監察御史。在台期間，他除考察台灣政風民情之外，也奏請清朝增設彰化縣與淡水廳（廳治設於新竹），此為清朝設於台灣北部的首座官署。
雍正元年（1723年），奉旨回京。因與總理事務四大臣之一的隆科多甚為要好，出任要職，與牛倫、程光珠、張其仁、 姚讓、查嗣廷、馬武、塞爾圖、塞楞額並為隆黨成員。曾任刑部左侍郎。康熙八年十月壬申，接替恩額德，擔任清朝工部尚書，后改刑部尚書。由常鼐接任。